# Frédéric Le Guyader
Pour les articles homonymes, voir Guyader.
Œuvres principales
- La Reine Anne
- L'Ère bretonne
- La Chanson du cidre

Frédéric Le Guyader, né le 14 mars 1847 à Brasparts et mort le 24 novembre 1926 à Kerfeunteun, est un écrivain français.

## Biographie

### Jeunesse, études et débuts littéraires
Fils d'un notaire, Frédéric Le Guyader naît le 14 mars 1847, à Brasparts, au centre de la Bretagne. Sa langue maternelle est le breton. Il fait ses études au collège de Quimper, où il passe le baccalauréat, puis à la faculté de droit de Rennes. 
Frédéric Le Guyader découvre la littérature auprès de Louis Tiercelin. Il écrit (au début sous le pseudonyme de Frédéric Fontenelle) des pièces de théâtre, des contes, des récits et des poèmes. En mars 1868, il participe à la fondation de la revue La Jeunesse (qui devient ensuite La Jeunesse bretonne), dans laquelle il publie ses premiers textes en 1868 et 1869. Il compose un drame historique en vers, Le roi s'ennuie, dont l'action se situe à Paris à la veille de la Saint-Barthélémy. La pièce est créée à Rennes le 28 novembre 1867 et publiée la même année. Elle reçoit un accueil favorable de la part du public et de la critique. Frédéric Le Guyader est porté en triomphe dans les rues de Rennes à l'issue de la première représentation. Victor Hugo lui adresse une lettre d'encouragement. Dès l'année suivante, Frédéric Le Guyader met en scène un nouveau drame, en trois actes, inspiré d'un conte fantastique d'Edgard Poe, Le Masque de la mort rouge. La pièce connaît un succès comparable à la précédente.

### Le fonctionnaire et l'écrivain
Durant la guerre franco-prussienne de 1870, il combat à Paris avec le 3e bataillon du régiment des Mobiles du Finistère. Après la guerre, il commence une carrière administrative dans les contributions indirectes à Douarnenez, où il rencontre le poète José-Maria de Heredia. Il continue  de se rendre à Quimper et se lie d'amitié avec Anatole Le Braz, professeur de Lettres au lycée de Quimper. À la mort de son père, le 23 septembre 1879, la famille, ruinée, ne peut conserver la charge notariale.
Il publie, sous le pseudonyme de Frédéric Fontenelle, le poème La reine Anne en 1888, dans lequel il décrit un voyage de la duchesse de Bretagne en Cornouaille. Le 5 mai 1893, sa mère, née Marie Guéguen, meurt à Bénodet. L'ère bretonne, épopée à la gloire du peuple breton, est publiée en 1896 et couronnée par l'Académie Française. José Maria de Hérédia la rebaptise Légende des siècles de la Bretagne. 
En 1900, Frédéric Le Guyader est nommé à Saint-Brieuc. Il publie La Bible, première partie d'une œuvre monumentale « devant couvrir toute l'histoire de l'humanité », et qu'il n'aura pas le temps de terminer. La Chanson du cidre, recueil de poèmes en alexandrins, paraît en 1901. Les poèmes s'inspirent de la vie en Cornouaille. 
Frédéric Le Guyader collabore à de nombreuses revues (Le Clocher breton, L'Hermine...) et à des journaux (La Dépêche de Brest, Pour fuir, Le Nouvelliste du Morbihan et Les Argonautes). 
Il termine sa carrière de fonctionnaire aux contributions directes à Pontrieux. En 1902, alors qu'il s'est retiré à Kerfeunteun, il est nommé conservateur de la bibliothèque et des archives municipales de Quimper. Sa pièce en vers Quimper Théâtre est jouée le 19 février 1904, pour l'inauguration du théâtre de Quimper. En 1909, il publie le premier catalogue de la bibliothèque de Quimper, en trois volumes.  
L’année 1912 voit la publication de Princesses tragiques et Grandes Amoureuses. En 1923, il quitte la direction de la bibliothèque de Quimper. Son Théâtre complet sort des presses en 1924.  
Il meurt le 24 novembre 1926, à Kerfeunteun (commune désormais rattachée à Quimper), où il est inhumé. Le sculpteur Quillivic y place sa stèle, financée par souscription publique, le 25 septembre 1927.
Son épouse, née Mathilde Cordier, meurt à Kerfeunteun le 14 novembre 1942. Frédéric Le Guyader est membre de l'Institut de Bretagne. 
Une école maternelle et primaire de Quimper porte le nom de l'écrivain.

## Œuvres
- 1867 - Le roi s'ennuie.
- 1868 - Le Masque de la mort rouge.
- 1874 - Endymion : Imité de Tassoni, imprimerie Caën dit Lion, Quimper
- 1888 - La Reine Anne, éditions E. Sauvaitre, Paris.
- 1896 - L'Ère bretonne.
- 1898 - La Bible, d'Adam à Jésus, édition Plihon-Hervé, Rennes.
- 1900 - La Bible, d'Adam à Jésus, éditions du Clocher Breton, Lorient.
- 1901 - La Chanson du cidre, Bibliothèque du glaneur breton, vol. 2, éditions Hyacinthe Caillière, Rennes, 236 pages, réédition collection « La Bretagne Touristique », éditions Aubert, Saint-Brieuc, 1925, avec 60 dessins de Louis Garin gravé sur bois par Pierre Guillemat et Louis-Joseph Soulas (http://www.ljsoulas.fr/la-chanson-du-cidre.html).
- 1904 - Quimper Théâtre.
- 1912 - Princesses tragiques.
- 1912 - Grandes Aamoureuses.
- 1924 - Théâtre complet.
- 1929 - Choses royales et poèmes divers, imprimerie Ménez, Quimper.
- Du Guesclin.
- La Bataille de Carnac.

## Prix
- Prix Archon-Despérouses 1897[5].